# Stanisław Bogdanowicz
Stanisław Bogdanowicz (ur. 6 listopada 1939 w Żwiryni, zm. 20 października 2017 w Gdańsku) – polski duchowny rzymskokatolicki, infułat archidiecezji gdańskiej, kanonik gremialny gdańskiej kapituły metropolitalnej, sędzia Trybunału Metropolitalnego, diecezjalny duszpasterz rzemieślników i kombatantów, konsultor diecezjalny i egzaminator synodalny oraz w latach 2008–2016 wikariusz generalny archidiecezji gdańskiej.

## Życiorys
Pochodził z Żwiryni na Wileńszczyźnie. Urodził się w rodzinie Jana, pracownika kolejowego, i Stanisławy Bogdanowiczów, brat Leontyny, Jana, Witolda i Antoniego. W 1946 repatriowany z rodziną do Gdańska. W 1957 zdał maturę. We wrześniu 1957 wstąpił do Gdańskiego Seminarium Duchownego i należał do historycznego, pierwszego rocznika, który rozpoczął w założonym w tymże roku seminarium formację. 29 czerwca 1962 przyjął święcenia kapłańskie z rąk biskupa Edmunda Nowickiego. Studiował w Biskupim Seminarium Duchownym i na KULu. W latach 1963–1964 był wikariuszem w Pruszczu Gdańskim, następnie referentem w kurii biskupiej, a od 1969 rektorem kościoła św. Andrzeja Boboli w Sopocie. W 1966 był aresztowany za „rozpowszechnianie fałszywych wiadomości” po zarekwirowaniu przez władze kopii obrazu Matki Boskiej Częstochowskiej, a następnie skazany na 10 miesięcy więzienia w zawieszeniu na 2 lata. W latach 1975–1979 był proboszczem parafii Niepokalanego Poczęcia Najświętszej Maryi Panny w Gdańsku, a następnie w latach 1979–2014 proboszczem kościoła Mariackiego w Gdańsku, gdzie w czasach PRL był oparciem dla prześladowanych ludzi „Solidarności”. Przygotowywał ucieczkę Andrzeja Michałowskiego i Antoniego Grabarczyka z Sądu Marynarki Wojennej, pomagał w ukrywaniu się w czasie stanu wojennego Jerzemu Romanowi, Krzysztofowi Dowgialle i Bogdanowi Borusewiczowi, organizował pomoc dla rodzin uwięzionych i internowanych. W czasie strajków odprawiał msze w Gdańskiej Stoczni Remontowej. Jako proboszcz bazyliki Mariackiej ubiegał się o zwrot rozproszonych po wojnie dzieł sztuki w celu przywrócenia świątyni historycznego wystroju. Ukoronowaniem dotychczasowego wysiłku i zasług ks. prałata Stanisława Bogdanowicza było przyznanie mu w 1996 tytułu infułata. W 2008 został przez metropolitę gdańskiego arcybiskupa Sławoja Leszka Głódzia mianowany wikariuszem generalnym archidiecezji gdańskiej i członkiem Komisji ds. Sztuki i Budownictwa Sakralnego Archidiecezji Gdańskiej. W 2014 roku po 35 latach gorliwej proboszczowskiej pracy duszpasterskiej i dbania o piękno bazyliki Mariackiej, po osiągnięciu stosownego wieku przeszedł na emeryturę, pozostając nadal do 2016 członkiem Rady Kapłańskiej i wikariuszem generalnym.
Był autorem 53 książek oraz ponad 320 artykułów dotyczących historii oraz architektury i dziejów gdańskich kościołów, m.in. „Dzieła sztuki sakralnej w Bazylice Mariackiej w Gdańsku”, „Lech Kaczmarek. Biskup Gdański”, „Karol Maria Splett. Biskup Gdański czasu wojny, więzień specjalny PRL”, „Kościół Gdański pod rządami komunizmu 1945–1984”. Był autorem wstępu do książki „Katedry Polskie”. Pod pseudonimem Stan Bogdan pisał bajki dla dzieci, m.in. „O małym Kostku i herbie Ferberów” czy „Baśnie gdańskie”.
W latach 1997–2001 był członkiem Kapituł Medalu św. Wojciecha i Medalu Księcia Mściwoja II, nadawanych przez Radę Miasta Gdańska. 
Zmarł 20 października 2017 w Gdańsku. Pochowany 29 października 2017 w krypcie Kapłanów Gdańskich w bazylice Mariackiej. Podczas uroczystości pogrzebowych rodzinie zmarłego został przekazany Krzyż Wielki Orderu Odrodzenia Polski, którym został pośmiertnie odznaczony przez prezydenta RP Andrzeja Dudę.

## Ordery i odznaczenia
- Krzyż Wielki Orderu Odrodzenia Polski (pośmiertnie, 2017)
- Krzyż Komandorski z Gwiazdą Orderu Odrodzenia Polski (28 kwietnia 2008)[9]
- Srebrny Medal „Zasłużony Kulturze Gloria Artis” (22 listopada 2005)[10]
- Medal św. Wojciecha (2001)[11]
- Medal Prezydenta Miasta Gdańska (2014)[12]
- Order Zasługi Republiki Federalnej Niemiec I klasy (Niemcy, 1998)

## Nagrody i wyróżnienia
- Nagroda im. Brata Alberta (1981)
- Nagroda Miasta Gdańska w Dziedzinie Kultury (1991)[13]
- tytuł Honorowego Obywatela Miasta Gdańska (2004)[14]
- Nagroda Artystyczna Gdańskiego Towarzystwa Przyjaciół Sztuki (2006)
- Nagroda Prezydenta Miasta Gdańska w Dziedzinie Kultury za zaangażowanie i wkład w dzieło tworzenia gdańskiej kultury (2007)[15]
- Nagroda Miasta Gdańska za Promocję Kultury Miasta Gdańska im. Marcina Opitza (2014)[16]

## Upamiętnienie
9 lutego 2023 imieniem ks. infułata Stanisława Bogdanowicza nazwano skwer między ul. Szeroką, Latarnianą, Świętego Ducha i Targiem Drzewnym w Gdańsku.